# Puit
Puit és una masia de Pinell de Solsonès (Solsonès) inclosa a l'Inventari del Patrimoni Arquitectònic de Catalunya.

## Situació
Està situada a 691 m d'altitud al sud-oest del nucli de Sant Climenç, al marge esquerre de la rasa del Puit, envoltada d'un clapejat de boscos i camps de conreu. S'hi va des de Sant Climenç seguint la carretera asfaltada provinent de Solsona en direcció a ponent. A la sortida del poble hi ha bons indicadors. Al cap de 2,8 km. (41° 56′ 18″ N, 1° 23′ 26″ E / 41.938264°N,1.390604°E) es pren la desviació a la dreta direcció "Puit", on s'arriba recorreguts 800 metres. Seguint la pista, al cap de 700 metres més es troba la solitària capella de Santa Maria del Puit

## Descripció

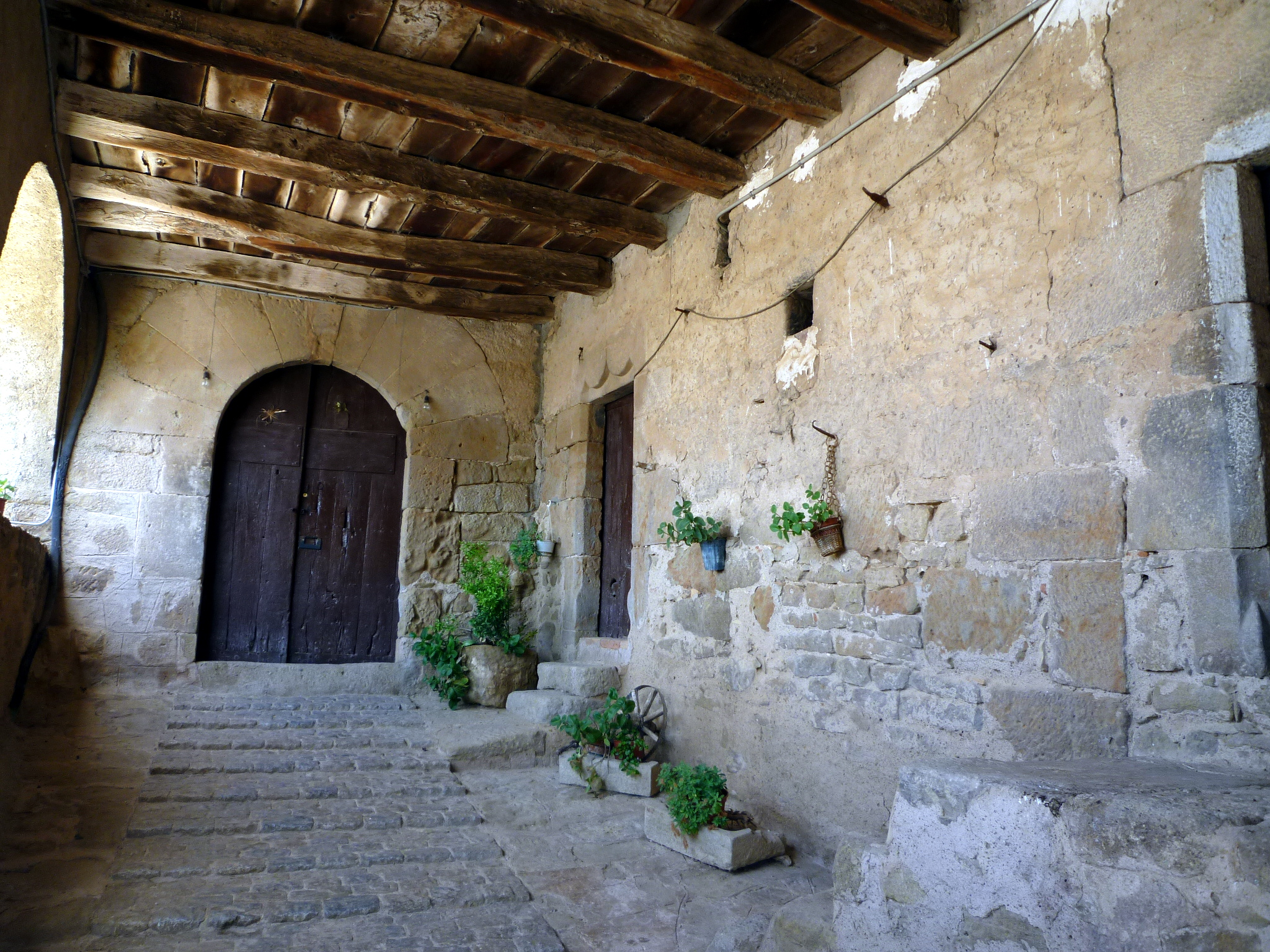
Porxo d'entrada

Masia de planta baixa, un pis i golfes amb teulada a doble vessant. L'accés a la masia es fa a través d'un portal d'entrada, d'arc de mig punt adovellat, que comunica a un porxo obert lateralment per mitjà d'unes arcades. Dins del porxo es troba la porta principal de la masia que és d'arc de mig punt amb grosses dovelles i al costat hi ha una altra porta amb la llinda decorada amb tres punxes, una creu i formes geomètriques. Incrustada a un mur de la masia hi ha una llinda amb decoració geomètrica d'un edifici anterior.
A la façana principal hi ha adossada una antiga torre circular que era utilitzada com a forn de pa.